# Deliriosa karadagensis
Deliriosa karadagensis là một loài nhện trong họ Lycosidae.
Loài này thuộc chi Deliriosa. Deliriosa karadagensis được Kovblyuk miêu tả năm 2009.